# Лаптев, Адольф Фёдорович
Адольф Фёдорович Лаптев (18 ноября 1935, Иваново — 16 ноября 2005, там же) — советский, российский партийный и государственный деятель, председатель Ивановского облисполкома (1990—1991), глава администрации Ивановской области (1991—1996).

## Биография
Окончил Ивановский индустриальный техникум в 1954 году, Ивановский энергетический институт в 1968 году.
Работал старшим и главным инженером управления коммунального хозяйства Ивановской области, был на партийной работе. С 1969 по 1974 гг. — председатель исполкома Ивановского городского Совета, затем — начальник «Главивановостроя», был командирован в Лаос в качестве советника по строительству.
1986—1987 — первый заместитель председателя областного агропромышленного комитета;
с 1987 года — заместитель председателя, 1990—1991 — председатель исполкома Ивановского областного Совета народных депутатов.
В декабре 1991 года назначен главой администрации Ивановской области. В январе 1996 года ушёл в отставку по собственному желанию, став пенсионером.
Похоронен в Иванове на кладбище Балино.

## Награды и звания
- Почетный гражданин г. Иванова.